# 3343 Nedzel
3343 Nedzel је Марсов тројански астероид чија средња удаљеност од Сунца износи 2,350 астрономских јединица (АЈ).
Апсолутна магнитуда астероида је 13,3.